# Geophis tarascae
Geophis tarascae (тараскська земляна змія) — вид змій родини полозових (Colubridae). Ендемік Мексики.

## Поширення і екологія
Тараскські земляні змії відомі з двох місцевостей, одна з яких розташована на схилах штатах Коліма в штаті Халіско, а друга — в околицях Уруапана в центральному Мічоакані. Вони живуть в гірських сосново-дубових лісах, на висоті 2200 м над рівнем моря.